# Hannigburg
Die Hannigburg (auch Hannigruine) ist eine mittelalterliche Burgruine bei Grodziszcze (Lampersdorf) im Powiat Ząbkowicki (Frankenstein) in der Woiwodschaft Niederschlesien in Polen.

## Lage
Die Ruine befindet sich westlich von Grodziszcze und 3,5 Kilometer südlich von Langenbielau auf dem Gipfel des 583 m hohen Burgbergs, dem Predigtstuhl auf dem Hannig. Dieser liegt an der Straße, die Grodziszce mit Nowa Ruda (Neurode) verbindet, in der Nähe des Passes Przełęcz Woliborska (Volpersdorfer Plänel).

## Geschichte
Die Hannigburg wurde Mitte des 14. Jahrhunderts durch die Herzöge von Schweidnitz und Jauer errichtet. Nach dem Tod des Herzogs Bolko II. 1368 fiel das Herzogtum Schweidnitz erbrechtlich an Böhmen. Dadurch verlor die Burg ihre militärische Bedeutung und wurde vermutlich in den Hussitenkriegen zerstört.
Die Burg ist Namensgeber für das Vladikengeschlecht der Hannigs.

## Anlage

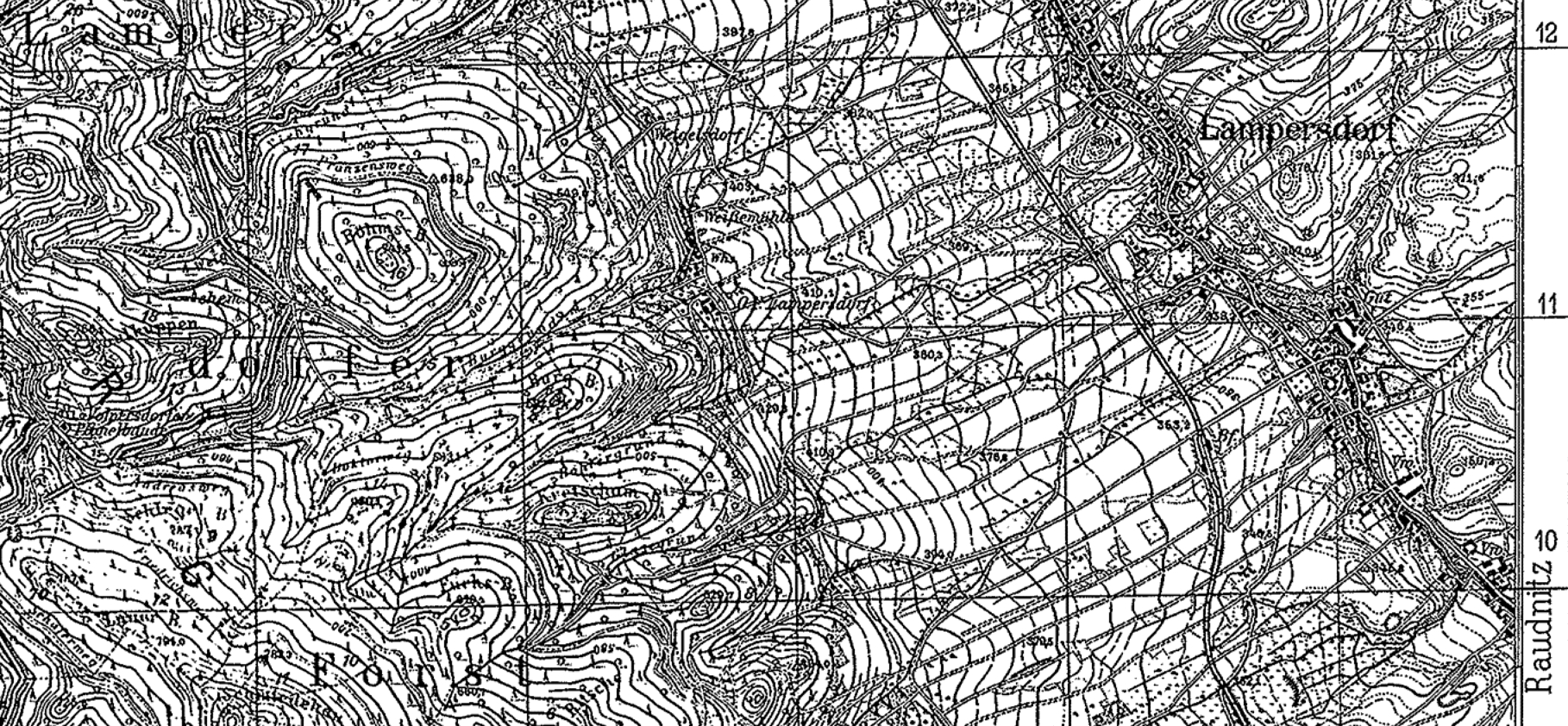
Burgberg im Lampersdorfer Wald

Wenige Überreste eines runden Steinturms mit einer Zisterne in einer Tiefe von vier Metern und Spuren eines trockenen Grabens sind erhalten. Auf weitere bauliche Anlagen sind keine Hinweise zu finden. Die gesamte Anlage ist heute bewaldet. Die Ruine war bis 1945 ein Kulturdenkmal.